# Lueiro
Lueiro (llamada oficialmente Santa Baia de Lueiro) es una parroquia y un lugar español del municipio de Negreira, en la provincia de La Coruña, Galicia.

## Entidades de población
Entidades de población que forman parte de la parroquia:
- Barbazán
- Lueiro

## Despoblado
- Lobios

## Demografía

### Parroquia
| Gráfica de evolución demográfica de Lueiro (parroquia) entre 2000 y 2018 |
|                                                                          |
| Datos según el nomenclátor publicado por el INE.                         |

### Lugar
| Gráfica de evolución demográfica de Lueiro (lugar) entre 2000 y 2018 |
|                                                                      |
| Datos según el nomenclátor publicado por el INE.                     |